# شبیر خان
شبیر خان (انگلیسی: Shabir Khan؛ زادهٔ ۱۰ نوامبر ۱۹۸۵) بازیکن فوتبال اهل پاکستان بود.
از باشگاه‌هایی که در آن بازی کرده است می‌توان به باشگاه فوتبال گلاستر سیتی و باشگاه فوتبال ووستر سیتی اشاره کرد.
وی همچنین در تیم ملی فوتبال پاکستان بازی کرده است.